# Rafael Rojas Gutiérrez
Rafael Rojas Gutiérrez (Santa Clara, Cuba, 1965) és un historiador i assagista cubà resident a Mèxic. Llicenciat en Filosofia per la Universidad de La Habana i doctor en Història per El Colegio de México. Autor de diversos llibres sobre història intel·lectual i política de Mèxic, Cuba i l'Amèrica Llatina. El seu últim llibre és El estante vaco. Literatura y política en Cuba (Anagrama, 2009). Rojas va obtenir el Premi Matas Romero d'Història Diplomàtica, que concedeix el Ministeri de Relacions de Mèxic, el 2001, i l'Anagrama d'Assaig el 2006. Professor i investigador del Centro de Investigación y Docencia Económicas (CIDE) a Mèxic. Ha estat professor visitant a les universitats de Colúmbia, Princeton i Austin.